# Medal Służby Ogólnej (1918)
Medal Służby Ogólnej (ang. General Service Medal, GSM) – brytyjski medal ustanowiony w celu nagradzania za służbę w sytuacjach, które warte były upamiętnienia, ale nie było wcześniej takiej możliwości.
GSM wprowadzony został rozkazem Armii Nr 4 z dnia 19 stycznia 1923 jako odpowiednik medalu Naval General Service Medal (1915) nadawanego żołnierzom Armii Brytyjskiej i RAF.

## Zasady nadawania
Po 11 sierpnia 1920, jeśli odbiorca był nagrodzony przez Mentioned in Dispatches (MID), był upoważniony do noszenia emblematu liścia dębu na wstążce medalu.
Medal nadawano za służbę w różnych częściach świata, z wyjątkiem Indii i Afyki.

## Klamry medalu
Medal ma 17 klamer, które upamiętniają różne akcje.
S. Persia
| Dowódca                          | Obszar geograficzny | Okres                 |
| -------------------------------- | ------------------- | --------------------- |
| Major-General J.A. Douglas       | Bushire             | 12/11/1918–22/06/1919 |
| Brigadier-General A.M.S. Elsmine | Bushire             | 12/11/1918–22/06/1919 |
| Major-General sir. P. Sykes      | Bandar Abbas        | 12/11/1918–03/06/1919 |
| Lieutenant-Colonel E.F. Orton    | Bandar Abbas        | 12/11/1918–03/06/1919 |

Kurdistan
za utrzymanie pokoju oraz potyczki zbrojne, początkowo nadawana za następującą służbę:
- Kirburk pomiędzy 23 maja i 31 lipca 1919.
- Dohok pomiędzy 14 lipca i 7 października 1919.
- na północ od wysyniętych baz niedaleko Akry i Amadii pomiędzy 7 listopada i 6 grudnia 1919.

Rozkaz Armii Brytyjskiej Nr 387 z roku 1924 i Instrukcja armii indyjskiej Nr 132 z roku 1925 rozszerzyły kwalifikacje tej klamry do osłony operacji w Kurdystanie:
- Operacja którą dowodził marszałek lotnictwa sir J.M. Salmond lub pułkownik B. Vincent pomiędzy 19 marca i 18 czerwca 1923.

- Operacja którą dowodził H.T. Dobbin pomiędzy 27 marca i 28 kwietnia 1923.

ten konflikt zaangażował po raz pierwszy komandosów przewożonych samolotami do operacji wojennych.
Iraq
za udział przeciwko arabskiej rebelii 1919–1920; klamra przeznaczona dla tych, którzy spełnili następujące wymagania:
- służba w Ramadi pomiędzy 10 grudnia 1919 i 13 czerwca 1920.
- niepełnoetatowa praca w przedsiębiorstwach na terenie Iraku pomiędzy 1 lipca i 17 listopada 1920.

N.W. Persia
nadawana członkom Noperforce (North Persia Force) oraz służącym na różnych liniach komunikacyjnych pod dowództwem Brigadier-Generała H.F. Bateman-Champaina w roku 1920.
Southern Desert: Iraq
nadawana pilotom RAF za ich służbę przeciwko Akhwan na pustyni południowej, pod dowództwem komandora lotnictwa T.C.R. Higginsa pomiędzy 8 i 22 stycznia 1928 lub komandora E.R.C. Nansona pomiędzy 22 stycznia i 3 czerwca 1928.
Northern Kurdistan
ustanowiona za operacje przeciwko Szejkowi Admed of Barzan na obszarze Diana – Erbil – Akra – Suri aż do granicy tureckiej pomiędzy 15 marca i 21 czerwca 1932. Znaczącą ilość klamer nadano personelowi RAF.
Palestine
za służbę w Palestynie pod mandatem Ligi Narodów, pomiędzy 19 kwietnia 1936 i 3 września 1939.
S.E. Asia 1945–46
Brytyjski personel był zaangażowany w południowo-wschodniej Azji po kapitulacji Japonii 15 sierpnia 1945, podczas wykonywania różnych czynności takich jak pilnowanie japońskich jeńców (POW – Prisoner of War) czy zaprowadzanie porządku i prawa. Brytyjscy komandosi lądując na Jawie we wrześniu 1945 uwolnili 20 000 holenderskich jeńców oraz od 12 września 1945 ponownie zaczęli okupację Malezji, Birmy, Singapuru i południowej części byłych francuskich Indochin.
Bomb and Mine Clearance 1945–49
początkowo nadawana za skumulowane 180 dni aktywnej pracy przy usuwaniu bomb i min w Wielkiej Brytanii pomiędzy 9 maja 1945 i 31 grudnia 1949.
W maju 1956, Królowa Elżbieta II zatwierdziła rozszerzenie kwalifikacji do 1 stycznia 1955.
Personel, który kwalifikował się do pierwszych, oryginalnych terminów otrzymywał tę klamrę, natomiast ci, którzy kwalifikowali się do znowelizowanych terminów otrzymywali klamrę Bomb and Mine Clearance 1945-56.
Bomb and Mine Clearance 1945–56
opis jak do klamry Bomb and Mine Clearance 1945-49.
Palestine 1945–48
po zakończeniu I wojny światowej Liga Narodów udzieliła Brytyjczykom mandatu uprawniającego do rządzenia Palestyną. Liga Narodów popierała deklarację Balfoura z listopada 1917 dotyczącą koncepcji utworzenia żydowskiej siedziby narodowej w Palestynie. Ta propozycja spowodowała rewoltę arabską w Palestynie w roku 1936. Brytyjski personel służący w tej fazie konfliktu otrzymywał klamrę Palestine do medali Naval General Service Medal (1915) lub General Service Medal.
Cyprus
w roku 1956 powstał cypryjski ruch niepodległościowy Enosis pod przewodnictwem Arcybiskupa Makariosa i generała Grivasa, dążący do zjednoczenia Cypru z Grecją.
General kierował organizacją partyzancką EOKA przeciwko Brytyjczykom stacjonującym na wyspie. Konflikt przerodził się w brzydką aferę, wciągającą 40 000 brytyjskich żołnierzy przez ponad 4 lata.
Malaya
od roku 1948 Malajska Antybrytyjska Armia Ludowa usiłowała przepędzić brytyjskie wojska i wprowadzić rządy komunistyczne. Pokonanie komunistycznej partyzantki zabrało 12 lat. Użyto nowoczesnej taktyki walki wprowadzonej przez Brytyjskiego Dyrektora Operacji generała sir Harolda Briggsa kontynuowanej przez generała sir Geralda Templera, który ponosił główną odpowiedzialność za pokonanie powstańców.
Kwalifikacja do klamry zawierała się pomiędzy 16 czerwca 1948 i 31 lipca 1960.
Dla kolonii w Singapurze ten okres zawierał się między 16 czerwca 1948 i 31 stycznia 1959.
Near East
klamra nadawana za służbę na Bliskim Wschodzie w okresie od 31 października do 22 grudnia 1956. Ten konflikt często nazywany jest Kryzysem Sueskim lub kryptonimem operacji Muszkieter.
Brytyjskie straty w tej operacji wyniosły 22 zabitych i 97 rannych.
Służba nagradzana tą klamrą nie powinna być porównywana ze służbą podczas akcji Suez Canal Emergency 1951-54, za którą nie był nadawany żaden General Service Medal.
Canal Zone
za 30 dni nieprzerwanej służby w okresie październik 1951 – październik 1954 w obrębie granic geograficznych Egiptu. Medalem tym nagradzano dopiero po około 50 latach przez rząd Tony’ego Blaira.
Arabian Peninsula
w związku z nieporozumieniami dotyczącymi tego lądu w związku z prawami do ropy naftowej Imam Omanu rozpoczął rebelię przeciwko Sułtanowi Maskatu. Po początkowych komplikacjach w roku 1955 Sułtan poprosił o wsparcie wojska brytyjskie.
Kwalifikowano 30 dni służby pomiędzy 1 stycznia 1957 i 30 czerwca 1960 w kolonii lub protektoracie Aden oraz Sułtanatach Maskat i Oman lub dowolnym, przylegającym do Zatoki Perskiej stanie.
Brunei
klamra zatwierdzona rozkazem Armii nr 44 z roku 1963 za minimum 1 dzień służby w co najmniej jednym obszarze militarnym w Stanie Brunei, na północnym Borneo lub Sarawak pomiędzy 8 grudnia 1962 i 23 grudnia 1962.

## Opis medalu
awers: przedstawia wizerunek panującego władcy:
1. król Jerzy V i inskrypcja GEORGIUS V BRITT: OMN: REX ET IND: IMP: (głowa bez korony 1918–1930)
2. król Jerzy V (głowa w koronie 1931–1936)
3. król Jerzy VI i inskrypcja GEORGIUS VI D: G: BR: OMN: REX ET INDIAE: IMP: (1937–1949)
4. król Jerzy VI i inskrypcja FID DEF (1949–1952)
5. królowa Elżbieta II i inskrypcja ELIZABETH II D: G: BR: OMN: REGINA F.D. (1952–1954)
6. królowa Elżbieta II i inskrypcja ELIZABETH II DEI GRATIA REGINA F.D. (1955–1962)

rewers: przedstawia uskrzydloną postać Wiktorii z trójzębem w jednej ręce i wieńcem w drugiej.